# تيموثي بروك
تيموثي بروك (بالإنجليزية: Timothy Brook)‏  (و. 1951  م) هو لغوي، ومؤرخ، وأستاذ جامعي كندي، ولد في تورونتو.

## التعليم
تعلم في جامعة تورنتو، وجامعة هارفارد.

## جوائز
حصل على جوائز منها:
- زمالة غوغنهايم.

## وصلات خارجية
- تيموثي بروك على موقع IMDb (الإنجليزية)

- تيموثي بروك في قاعدة بيانات الأفلام على الإنترنت